# Tanacetipathes cavernicola
Tanacetipathes cavernicola är en korallart som beskrevs av Opresko 200. Tanacetipathes cavernicola ingår i släktet Tanacetipathes och familjen Myriopathidae. Inga underarter finns listade i Catalogue of Life.